# Wehrkreis XX (Danzig)

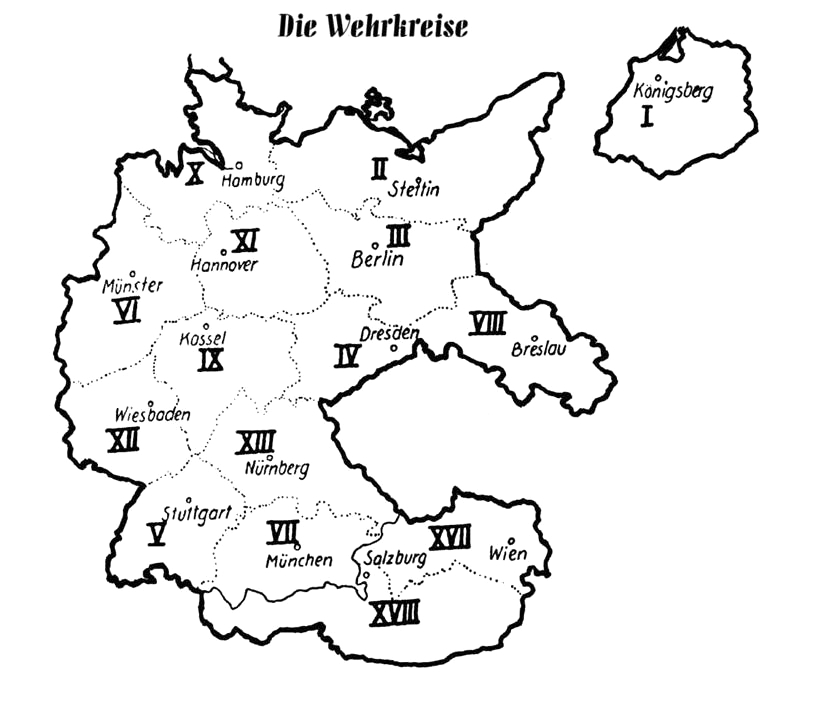
Die Wehrkreise des Deutschen Reiches nach dem „Anschluss“ Österreichs

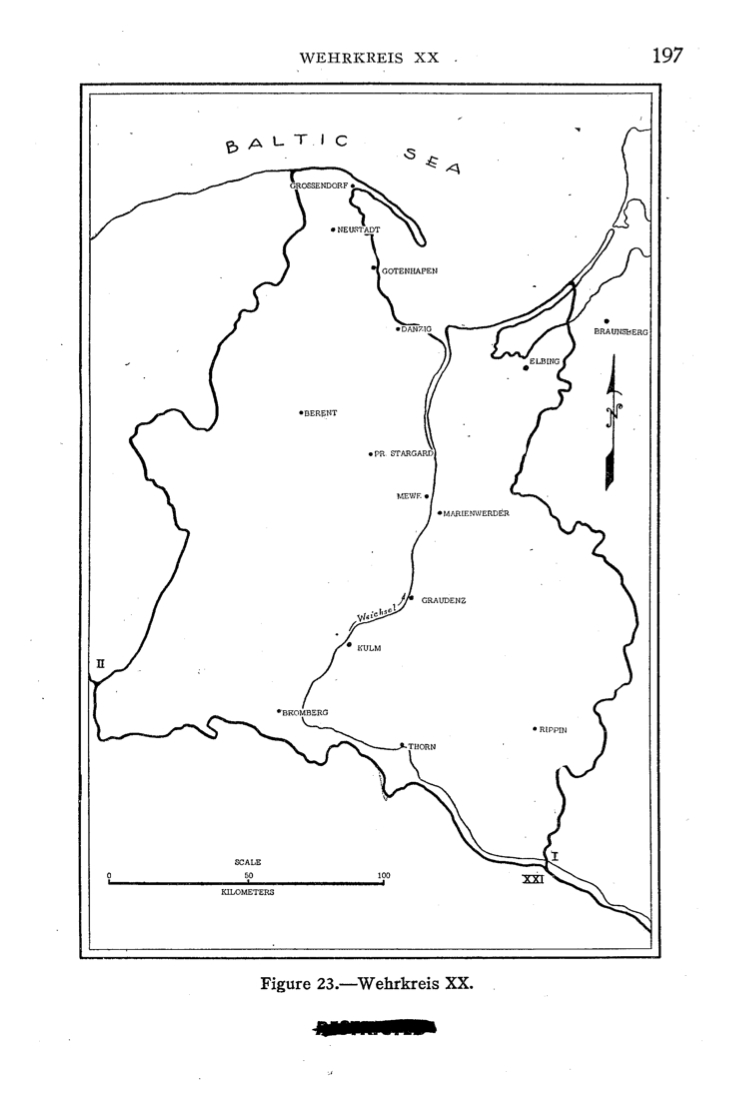
Karte des Wehrkreises XX

Der Wehrkreis XX (Danzig) war eine territoriale Verwaltungseinheit der Wehrmacht während der Zeit des nationalsozialistischen Deutschen Reiches und bestand von 1939 bis 1945. Dem Wehrkreis oblag die militärische Sicherung des Gebietes der Regierungsbezirke Danzig, Marienwerder und Bromberg sowie die Ersatzgestellung und Ausbildung von Teilen des Heeres in diesem Gebiet. Der Wehrkreis umfasste nur den Wehrersatzbezirk Danzig. Das Hauptquartier befand sich in Danzig.

## Befehlshaber
Die Befehlshaber des Wehrkreises XX waren:
- Max Bock 1939–1943
- Bodewin Keitel 1943–1944
- Karl-Wilhelm Specht 1944–1945